# Carpfishing

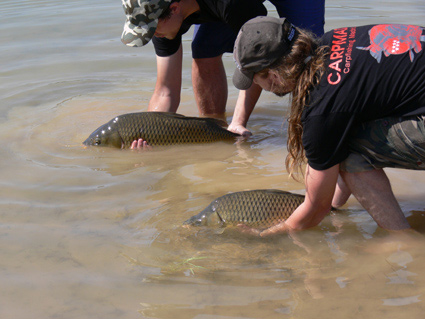
Captura y suelta.

El carpfishing (del inglés carp fishing, ‘pesca de carpa’) es una modalidad de pesca deportiva que está orientada a la captura de carpas  utilizando un aparejo en el que el cebo se sostiene al anzuelo colgando de este mediante un hair o diferentes alternativas.
El carpfishing tiene como objetivo la captura de ejemplares de carpa y después de su captura todos los ejemplares son devueltos al agua sistemáticamente sin olvidar su bienestar, fotografiarlos, siendo esta la primera norma del movimiento del carpfishing, la pesca sin muerte. También puede ser importante en esta modalidad, el cebado anterior a la pesca, una mezcla de semillas, boilies picados y potenciadores de sabor como el de vainilla. Este precebado obtendrá muchos resultados al paso del tiempo. Aunque también es muy importante la localización y elección del puesto de pesca, teniendo en cuenta la época del año, la profundidad y el tipo de suelo que hay en el fondo.

## Historia
Los precursores son Kevin Maddocks y Lenny Middleton que descubrieron una nueva técnica de preparación del montaje que dejaba el anzuelo completamente libre sujetando el cebo al anzuelo gracias a un pelo (al menos en la versión más primitiva) por lo que se le denomina hair (‘pelo’ en inglés). Así, al quedar el anzuelo al descubierto, se favorecía que el anzuelo quedase enganchado en la boca del pez más fácilmente. Esta forma de montaje se justifica porque las carpas se alimentan aspirando el alimento y no mordiéndolo como hacen otras especies de peces y al aspirar un cebo con un anzuelo dentro desconfiaban y lo escupía. Además de esta forma el pez no suele tragarse el anzuelo que se clava casi siempre en uno de sus labios. Facilitando así su extracción y evitando daños mayores al animal.

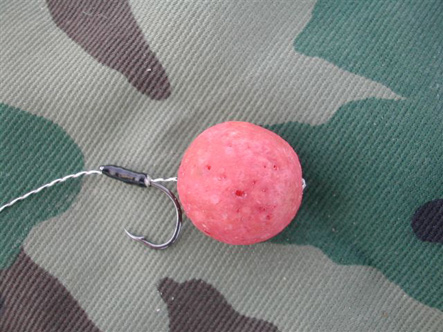
Montaje Hair Sencillo

## Normas
Normas básicas de la modalidad:
- Utilización de material específico para evitar dañar al pez: sacadera de un metro o más de apertura, moqueta de desanzuelado (o de recepción), antiséptico específico para curar las posibles heridas de las capturas.
- El combate con los peces no será excesivamente largo, para que vuelva al agua aún con fuerzas. Por ello evitamos hilos muy finos que, para evitar riesgos de rotura, nos obliguen a alargar la lucha, ni carretes ni cañas que no puedan soportar el empuje de las grandes carpas.
- Las capturas serán tratadas con el máximo cuidado y respeto.
- Una vez curadas las posibles heridas de la captura, será devuelta al agua con vida en el menor tiempo posible, el justo para comprobar si tiene heridas y fotografiarla, y siempre manteniéndola húmeda.
- El lugar elegido para pescar se dejará limpio, sin desperdicios ni restos, toda la basura será retirada tratando siempre de dejarlo todo como se encontró y sin modificar el medio.

## Cebos
Para seleccionar las capturas de mayor tamaño se suele utilizar un cebo específico de la modalidad de carpfishing: el boilie.
El boilie es el cebo más utilizado, pero existen otros muy efectivos como las semillas o los pellets. En muchas ocasiones se utilizan los cebos mezclados, por ejemplo un boilie y una chufa.

### Boilie
Los boilies son cebos de forma esférica compuestos por diferentes tipos de harina que se mezclan con huevo y posteriormente son hervidas, su nombre viene del inglés to boil («hervir»). Tras hervirlos se dejan secar al menos 24 horas aunque pueden dejarse secar más horas o días en función de la dureza que se le desee dar al cebo, esta preparación también condicionará el comportamiento del cebo dentro del agua ya que en ocasiones permanece varios días antes de ser reemplazado o de que se produzca una picada. 

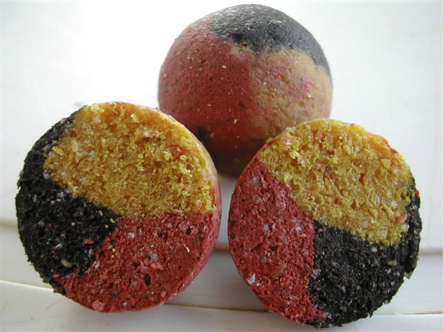
Boilies Tricolor.

Al adquirir dicha dureza se impide que los peces de menor tamaño lo coman de modo que se selecciona el tamaño de las capturas, o por lo menos se intenta.
El diámetro del boilie puede variar entre 10 y 30 mm.
Se podría clasificar los boilies en dos grandes grupos:
- Comerciales: fabricados a nivel industrial por diferentes marcas. Se pueden encontrar en todos los tamaños y sabores, muchos de ellos comunes para todas las marcas (Scopex, fresa, cangrejo, piña, etc.) y otros específicos de cada marca.

- Caseros: cada pescador los fabrica a su gusto y siguiendo recetas propias o ajenas controlando todo el proceso de fabricación. Al controlar la receta se le pueda dar la composición deseada y al no utilizarse conservantes es necesario utilizar algún método para que no se estropeen, el más utilizado es la congelación.

### Pellets
Los pellets están fabricados de harinas y tienen la propiedad de deshacerse lentamente al estar dentro del agua. Los hay de varios diámetros y sabores, el más popular es el de halibut.

### Semillas
Las semillas son muy efectivas para la de la carpa aunque nada selectivas. Las más utilizadas son el maíz, el cañamón, la chufa, el haba, etc.
Estas semillas hay que usarlas siempre bien cocidas para evitar dañar el aparato digestivo de la carpa.

### Otros
En determinadas ocasiones se pueden utilizar cangrejos naturales u otros cebos montados en el hair.